# Sokh (rivière)
Le Sokh (en russe: Сох) est une rivière du Kirghizistan et de l'Ouzbékistan, longue de 124 km.

## Géographie
Il prend sa source sur les versants nord des monts Alaï (39° 26′ 09″ N, 70° 48′ 06″ E), au Kirghizistan, et s'écoule vers le nord. Il traverse l'enclave ouzbèke de Sokh, à laquelle il donne son nom, puis entre en Ouzbékistan. 
Il rejoignait autrefois le Syr Daria, mais ses eaux sont aujourd'hui entièrement utilisées pour l'irrigation des terres agricoles de la vallée de Ferghana. Le Sokh s'achève donc au sud de la ville de Kokand (40° 23′ 21″ N, 70° 58′ 51″ E). Son bassin s'étend sur une superficie d'environ 3 510 km2 et son débit moyen est de 42 m3/s.